# Morgan Pearson
Pour les articles homonymes, voir Pearson.
Morgan Pearson est un triathlète américain né le 22 septembre 1993 à Washington. Il a remporté avec Taylor Knibb, Kevin McDowell et Katie Zaferes la médaille d'argent du relais mixte aux Jeux olympiques d'été de 2020 à Tokyo.

## Biographie
Il remporte la médaille d'argent du relais mixte aux championnats du monde de triathlon en relais mixte 2020 à Hambourg ainsi qu'aux Jeux olympiques d'été de 2020 à Tokyo.

## Palmarès en triathlon
Le tableau présente les résultats les plus significatifs (podium) obtenus sur le circuit national et international de triathlon depuis 2018.
| Année | Compétition                                      | Pays                   | Position           | Temps           |
| ----- | ------------------------------------------------ | ---------------------- | ------------------ | --------------- |
| 2023  | Coupe du monde - l'étape de Karlovy Vary         | Tchéquie               | Médaille d'or      | 1 h 51 min 55 s |
| 2022  | WTCS Abou Dabi                                   | Émirats arabes unis    | Médaille d'argent  | 1 h 44 min 25 s |
| 2021  | Jeux olympiques - relais mixte                   | Japon                  | Médaille d'argent  | 1 h 23 min 55 s |
| 2021  | WTCS Leeds                                       | Royaume-Uni            | Médaille d'argent  | 1 h 43 min 52 s |
| 2021  | WTCS Yokohama                                    | Japon                  | Médaille de bronze | 1 h 43 min 12 s |
| 2020  | Championnat du monde en relais mixte             | Allemagne              | Médaille d'argent  | 1 h 18 min 33 s |
| 2019  | Coupe du monde - l'étape de Santo Domingo        | République dominicaine | Médaille de bronze | 1 h 39 min 31 s |
| 2019  | Coupe du monde - l'étape sprint de Huatulco      | Mexique                | Médaille d'argent  | 55 min 11 s     |
| 2018  | Coupe panaméricaine - l'étape sprint de Montréal | Canada                 | Médaille d'or      | 54 min 13 s     |
| 2018  | Championnat panaméricain en relais mixte         | États-Unis             | Médaille d'or      | 1 h 7 min 40 s  |
| 2018  | Coupe d'Europe - l'étape sprint à Wuustwezel     | Belgique               | Médaille d'argent  | 51 min 42 s     |